# 驚世狂花
《惊世狂花》（英語：Bound）是一部1996年的犯罪惊悚电影，由沃卓斯基兄弟（變性後現為姊妹）编剧并执导。影片讲述的是由珍妮佛·提莉扮演的瓦奥莱特和吉娜·格申饰演的科奇先是陷入隐秘但又热烈的私情中，然后两人一起试图盗走200万美元黑手党赃款的故事。
《惊世狂花》是沃卓斯基兄弟导演的第一部电影，他们从比利·怀德那里夺得了灵感，来讲述这样一个充满了性爱和暴力的黑色故事。影片由迪诺·德·劳伦提斯注资，并且获得了包括摄影师比尔·珀普在内非常节俭剧组成员的无私帮助才最终得以在紧张的预算额度下拍摄完成。两位导演起初对两位女主角演员的选择有些拿不定主意，直到最终选定了提莉和格申。为了编排电影中的性爱镜头，导演聘请了性爱教育工作者苏茜·布莱特（Susie Bright），她也有在片中出镜。
《惊世狂花》获得了许多影评人的正面评价，主要称赞了两位导演的幽默感和风格，以及作为一部主流电影对女同性恋关系的真实写照。电影的反对者则批评了其中过度的暴力和肤浅的情节。这部影片赢得了多项电影节奖项。

## 剧情
科奇（Corky）刚刚服完5年刑期被释放，她来到一套公寓楼干起了油漆工和水管工。她遇到了自己工作那间公寓隔壁的一对情侣瓦奥莱特（Violet）和凯撒（Caesar，乔·潘托里亚诺饰）。凯撒出门后，瓦奥莱特开始向科奇调情，并请她帮忙取回自己掉进水槽中的耳环。科奇找到耳环后，瓦奥莱特承认自己是故意弄丢耳环来试图接近科奇，然后开始勾引对方。两人正要一发不可收拾时凯撒回来了，科奇于是继续工作。当她完成工作并离开时，瓦奥莱特跟着上了她的卡车，两人一起到了科奇的公寓里做爱。第二天早上，瓦奥莱特告诉科奇，凯撒专门给黑手党洗钱，两人在一起5年了。
之后，瓦奥莱特无意中听到凯撒和他黑手党的弟兄们殴打折磨一个叫谢利的男子（Shelly，巴里·基维尔饰），原来此人一直在从经手的业务中偷钱。瓦奥莱特对这血腥和暴力的行为感到不快，她找到科奇寻求慰藉，表示自己希望能与对方展开一段新的生活，但也需要科奇的帮助。瓦奥莱特知道凯撒会找到近200万美元谢利私吞的现金并暂时放在两人的公寓，她提议科奇与自己一起设法将之偷到手。科奇对瓦奥莱特了解不深，对其动机尚存戒心，不敢肯定自己是否可以信任对方。
黑帮老大吉诺·马佐尼（Gino Marzonne，理查德·萨拉凡饰）的儿子强尼（Johnnie，克里斯托弗·米洛尼饰）开枪杀了谢利，凯撒带着一袋血淋淋的钱回到公寓。他对强尼冲动地杀死谢利，搞得到处都是血的做法深为不满，并开始对钱进行清洗和晾晒。
瓦奥莱特告诉科奇，凯撒与强尼一直看对方不顺眼，吉诺和强尼之后会来公寓取钱。她的计划是等凯撒数完钱后设法让他在洗澡前喝酒和放松。科奇将在隔壁公寓等待，当凯撒开始洗澡后瓦奥莱特会摔破一瓶为吉诺准备的威士忌，然后告诉凯撒自己出门另买一瓶。这时她再让科奇进来取走手提箱里的钱。瓦奥莱特再带着钱回来告诉凯撒说刚看到强尼离开，但没看到吉诺。凯撒肯定会怀疑并检查手提箱，发现钱没了后就会认为是强尼拿走了。科奇和瓦奥莱特相信，凯撒将不得不逃亡，因为吉诺会认为是他私吞了这笔钱，而不是自己的儿子。
一开始事情进展顺利，科奇成功取走了钱，凯撒也的确认为是强尼拿走的。但他意识到要是逃跑，吉诺就会肯定是自己拿了钱，于是决定找到强尼把钱取回来。瓦奥莱特慌了，威胁说自己要离开，凯撒于是拔出枪逼她老实留下，并且怀疑她与强尼联手来陷害自己。
科奇仍然拿着钱在隔壁等待，不久吉诺和强尼来了。强尼开始挑逗瓦奥莱特并嘲讽凯撒，愤怒的凯撒拔出枪告诉吉诺，是他自己的儿子偷了那笔钱。慌乱之下，他开枪把两父子都打死了。他告诉瓦奥莱特两人必须找到那笔钱并处理掉尸体，假装吉诺和强尼从没来过，以免其他帮派分子发现钱或是有人失踪。到了强尼的公寓还是没能找到钱后，凯撒打了个电话给一位黑帮朋友，说吉诺怎么还没到。
凯撒发现是科奇与瓦奥莱特偷了钱，并把她们绑了起来，堵住两人的嘴，威胁要折磨她们，命令对方把钱交出来。这时凯撒之前通电话的朋友上门来看有什么情况，凯撒告诉他说吉诺出了车祸，于是对方马上赶往医院。科奇告诉凯撒自己藏钱的位置，对方去了隔壁寻找。瓦奥莱特挣脱了束缚并打电话给刚才过来的朋友说是凯撒偷了钱并强迫自己保守秘密。与此同时，科奇试图阻止凯撒带走钱，但他打倒了她。正当他准备杀了科奇时，瓦奥莱特赶到并拔出了凯撒身上的枪，说黑手党已经在过来的路上，他最好趁来得及赶快逃跑。凯撒对瓦奥莱特说知道她不会向自己开枪的，对此瓦奥莱特回答，“凯撒，你知道个屁”，然后开枪杀了他。
之后，黑帮分子相信了瓦奥莱特的说法，表示自己一定会找到凯撒，没有必要报警。他还希望瓦奥莱特做自己的女友，但她表示自己想要来个了断。之后，她与科奇一起手拉手驾车离开。

## 背景和制作

### 构想
电影制片人乔·西佛曾说，沃卓斯基兄弟完成《刺客战场》的编剧工作后，就把《惊世狂花》作为一个“试镜作品”来证明他们知道在电影片场应该如何工作。两人有一个故事构思，涉及到在街头看见一位女性并假定其性取向，然后这样的假定有可能是错误的。他们希望拍摄一部包括性和暴力的娱乐片，因为两人就喜欢看这类电影。他们表示美國導演比利·怀德对自己有很大的影响，并将黑色电影看成一种他们可以讲述一个故事，同时也包含有扭曲对话的电影类型。
一些制片商读到他们写出的剧本时告诉沃卓斯基兄弟，只要把科奇一角改为男性，他们就会有兴趣投资。两兄弟没有接受，表示“那样的电影已经拍了一百万部了，所以我们真是没兴趣”。之后《刺客战场》的执行制片人迪诺·德·劳伦提斯同意注资，并且自己的公司会协助制作发行，允许他们在故事方面“自由发挥”。电影的预算是600万美元。

### 演员
瓦奥莱特和科奇两个女主角演员的选择让沃卓斯基兄弟很头痛，因为电影中的女同性恋元素，没有几位女演员有兴趣。两人原本期望由琳达·汉密尔顿来扮演瓦奥莱特，珍妮佛·提莉读到科奇一角的剧本，她很喜欢这个角色，并且希望能够出演这个与自己以前的角色有很大不同的人物。之后由于汉密尔顿不会出演瓦奥莱特一角，并且吉娜·格申也对科奇一角有意，提莉也同意格申更适合扮演科奇并决定接演瓦奥莱特，一个“被她身边所有的男人低估”并“统领这场游戏”的女人。提莉形容这是自己所得到过最棒的角色。吉娜·格申向沃卓斯基兄弟推荐了乔·潘托里亚诺饰演凯撒一角。这也是后者首次在电影中出演主角，他表示这也是自己最喜欢的角色。

### 拍摄
《惊世狂花》在美國加利福尼亚州的圣莫尼卡开拍，整个拍摄周期共38天。剧组原本的摄影师由于预算太少而辞职，他还表示自己也不相信会有任何人能在这么低额度的预算下完成拍摄。之后沃卓斯基兄弟请来了比尔·珀普，后者认识“不少便宜人选”。珀普在电影黑色风格的创作过程中发挥了重要的作用，他和沃卓斯基兄弟从他们喜爱的动漫中汲取灵感，并且特别受到了弗兰克·米勒所创作《罪恶之城》的影响。电影的音效总监是达纳·戴维斯（Dane Davis），片中科奇和瓦奥莱特策划盗取现金时，每一次科奇经过镜头时都会有“嗖嗖”的声音，这就是戴维斯出的主意，通过这样的方法来给予科奇一种类似于猫的特性。
沃卓斯基兄弟要求乔·潘托里亚诺观看约翰·休斯顿的電影《碧血金沙》，并关注其中亨弗莱·鲍嘉的表演，以此来为表现凯撒一角偏执狂的性格作准备。格申的角色受到了占士·甸、马龙·白兰度和克林·伊斯威特等男演員的影响，她和提莉都对拍摄性爱场面感到紧张，于是都在开拍前大喝龙舌兰酒。由于两位导演对电影有详尽的规划和清晰的远见，电影拍摄中极少有即兴发挥。不过也有意外情况出现，比如扮演谢利的巴里·基维尔（Barry Kivel）拍摄该角色在凯撒公寓的厕所中被暴打的镜头时就因头部撞到了马桶而受伤。而在影片快结束时，格申的角色需要用力击打凯撒手中的枪，但由于用力过猛，之后必须对手進行缝针治疗。

### 性爱场面
电影中的性爱场面是由女作家兼性爱教育工作者苏茜·布莱特编排的。两位导演都是布莱特的粉丝，并将剧本和一封信寄给对方，请求她到片中作为一名临时演员出镜。布莱特看过剧本后觉得很喜欢，特别是其中两位女性热烈享受与彼此做爱并且不会对此感到有什么不合适的情节。布莱特还对电影中绝对不可能清晰地描述两人做爱过程中究竟干了些什么感到失望，于是她提议自己来担任电影中性爱场面的顾问，沃卓斯基兄弟同意了。在科奇公寓发生的那场主要的性爱戏段是用一个长镜头拍摄完成的。两位导演相信这样可以比用多个镜头剪辑到一起更显真实。虽然这本应是封闭式的片场，但实际上有很多人在场，片场的多面墙壁都进行了移动，以便摄影机可以自由地围绕演员进行拍摄。
布莱特在片中有出镜，她扮演的是科奇试图在一个酒吧中搭话的女子，而喜剧演员玛格丽特·史密斯（Margaret Smith）则出演她的女友。此外酒吧那场戏中的众多群众演员都是布莱特的朋友。

### 音乐
《惊世狂花》的电影配乐由唐·戴维斯谱曲，并于1997年11月25日进行了促销发售，但一直没有予以商业发行。电影中科奇演奏口簧琴是吉纳·格申自己的主意，为电影原声带选择歌曲时，两位导演受到了预算上的严格限制。他们希望使用伊帕内玛姑娘和法兰·仙纳杜拉的歌曲，但实在是买不起，片中使用过的四首歌都没有包含在发售的原声带中，分别是艾瑞莎·弗兰克林演唱的《I Never Loved a Man (The Way I Love You)》，雷·查尔斯演唱的《Hallelujah I Love Her So》、保罗·安卡创作，汤·锺士演唱的《She's a Lady》和“万福玛丽亚”（The Hail Marys）的《Hopeless Faith》。

## 主题
两位导演描绘了《惊世狂花》中的多个主题。他们说这部电影有关的是“人们为自己生活做造的盒子”，并不只是同性恋才“生活在柜子里”。他们希望把影片中的所有角色都定义为“困在自己给自己生活造成的某种困境中”。瓦奥莱特被困在她与凯撒的生活里，在最初的一个镜头中，科奇困在瓦奥莱特的衣柜里，之后还被凯撒堵上嘴绑了起来。这个镜头又与之后瓦奥莱特所说的“我脑海里有个你在我身体里面的影像……”相呼应。这一被困的主题，又因电影中的大部分镜头都位于科奇工作的公寓，及瓦奥莱特和凯撒的公寓这样封闭的空间中而得以加剧。苏茜·布莱特表示电影中有一些明确的女同性恋主题。其中一个就是手作为性器官的概念，这个概念通过科奇和瓦奥莱特手部的缠绵镜头而得以突出。另一个主题就是反复使用水来作为女性的象征，如科奇从水槽中取出瓦奥莱特的耳环。布莱特形容这就好像电影中用女性的“湿”，来对应男性的“刚”。她表示两位女主角的初次交谈充满了“女同性恋的标志”，并指出瓦奥莱特没有和凯撒在一起时会穿上牛仔裤来让自己不至显得太女性化。珍妮佛·提莉表示无论什么时候瓦奥莱特在与一个男人交谈时，她的嗓音都会特别女性化，让她显得柔弱，并确信她属于受到照顾的一方。乔·潘托里亚诺也同意这个说法，表示这样的结果就是“电影中的每个人都想要和瓦奥莱特在一起”。而在和科特一起时，瓦奥莱特就可以抛掉伪装，流露出真实的自己。据布莱特所说，电影中一些更微妙的女同性恋主题在LGBT电影节放映时获得了赞赏。

## 评级与分销
美国电影协会因“大量的性行为、暴力和粗话”将《惊世狂花》评为R级。为此导演不得不剪去两位女主角之间第一段性爱场面的部分镜头。美国电影协会最为关注的就是片中所谓“手交”的镜头。影片在澳大利亚同样评为R级，在新西兰评为R18级，英国评为18级，在加拿大的曼尼托巴和安大略评为R级，新斯科舍评为“18”级，魁北克评为16+级。
电影于1996年8月31日在威尼斯电影节上首演，再于9月到多伦多国际电影节上放映。1996年10月4日起由格拉梅西影业在美国的261家电影院发行，一共上映了3个星期。之后本片于1997年2月28日在英国上映。
1997年，《惊世狂花》发行了一区DVD，其中除电影正片外，还包括电影预告片和两位导演及主要演员的评论音轨，2003年8月25日，百代电影公司发行了本片的二区DVD，与之前发布的一区DVD相比，其中增加了制作花絮，演员和剧组人员的履历等内容。电影的四区DVD于2006年8月14日发行。

## 反响

### 票房
《惊世狂花》首周在261家电影院上映，收入90万零902美元，最终共计入账380万2260美元，在1996年的美国电影票房排行榜上名列第161位，在这年所有R级的电影中名列第74位。截止2019年7月，影片在所有LGBT相关题材电影中名列第74位。

### 专业评价
根据烂蕃茄上收集的37篇专业评论文章，其中34篇给出了“新鲜”的正面评价，“新鲜度”为92%，平均评分7.8（最高10分）。而从另一个综合评论收集网站Metacritic上收集了19篇评论文章来看，其中14篇给予好评，3篇给出差评，2篇褒贬不一，综合评分61（满分100）。沃卓斯基兄弟获得了评论家的广泛赞誉，称他们的处女作巧妙、优雅而时尚。《芝加哥太阳报》影评人罗杰·埃伯特称赞他们娴熟的电影制作技巧表现出了精湛的技艺和自信。马乔里·保加腾（Marjorie Baumgarten）在《奥斯汀纪事报》上称影片是一次令人印象深刻的亮相，沃卓斯基兄弟的确风格十足。詹姆斯·肯德里克（James Kendrick）称这是一部黑暗、滑稽且令人惊叹的电影，认为本片标志着电影行业中沃卓斯基兄弟的到来。电影的反对者包括《综艺》的托德·麦卡锡（Todd McCarthy），他认为导演毫无幽默感和深度，电影装腔作势，流于表面还笨手笨脚的。
《惊世狂花》一经上映，很多人就将沃卓斯基兄弟与科恩兄弟相比。《华盛顿邮报》的丽塔·肯伯利甚至称两人是“科恩兄弟的复制品”。特别是影片与科恩兄弟的处女作，1984年的黑色电影《血迷宫》所存在的相似之处。《深度聚焦》的布莱恩特·弗雷泽（Bryant Frazer）称《血迷宫》明显就是《惊世狂花》的先导之作。评论家还指出了影片与昆汀·塔伦蒂诺和亚弗列·希治阁作品的相似之处。
《纽约时报》的简妮特·玛丝琳认为《惊世狂花》中令人毛骨悚然的暴力很可能会限制其观众面，艾伯特认为这些暴力场面会冒犯部分观众。一些评论家认为这些角色的暴力行径没有道德上的合理性。《华盛顿邮报》的丽塔·肯伯利（Rita Kempley）称其“残忍到看都没法看”。认为电影中两位女主角的关系不可思议而且也缺乏同情心的麦卡锡表示“虽说瓦奥莱特和科特彼此倾心，但这并不意味着她们就不知何故可以到达一个如此仁爱的地方，连这样卑劣的行径都会得到原谅”。其他一些评论家对此没有较大的反应，称其中的暴力镜头有些“过度可笑”或“塔伦蒂诺风”。
《惊世狂花》被称赞为或许是第一部描写了女同性恋关系的同时，又没有以同性恋来作为剧情核心的主流电影。虽然有科奇这样一个“毫无歉意的同性恋”主角，但本片并未被认为是一部“女同性恋电影”。伊曼纽尔·利维（Emanuel Levy）认为拥有拓宽故事情节的主流电影“并不一定代表了男、女同性恋电影的正面发展”，而《惊世狂花》只是“与女同性恋电影有一点点的联系”。《芝加哥读者》的乔纳森·罗森堡（Jonathan Rosenbaum）称在一部主流电影中有一部女同性恋为主角是一个“可喜的变化”。AfterEllen.com网站的莎拉·沃恩（Sarah Warn）称科奇一角是“我们在一部主流电影中所看过的最接近现实并且有同情心的女同性恋”。《旧金山纪事报》的巴里·沃特斯称赞影片展示了有性生活的同性恋角色。电影中的性爱场面也获得了雅致、持重和逼真的赞誉。沃恩称其为“至今主流电影中最出色的女同性恋性爱场面”。
3位主要演员的表演获得了表扬。艾伯特认为两位女主角在一起时电力四射，弗雷泽表示自己希望可以看到她们更多的爱情故事。不过有些评价家形容两人的银幕关系不可思议而且缺乏同情心。格申之前出演的1995年电影《艳舞女郎》反响不佳，本片让她得以翻身。提莉的表演也被用来与她在《子弹横飞百老汇》中获得了奥斯卡金像奖提名的表演相比。潘托里亚诺在片中的角色被形容为“很有乐趣”，并且其出演的部分镜头也被认为是“电影中最棘手的”。

### 奖项
《惊世狂花》于1996年获得了洛杉矶一个专门面向LGBT相关电影，名叫“Outfest”电影节的评审团大奖荣誉奖；同年还在斯德哥尔摩电影节上获得荣誉奖。在1997年于葡萄牙举行的一个专门面向奇幻、科幻、恐怖片的电影节“Fantasporto”上，《惊世狂花》赢得了最佳国际奇幻电影奖，珍妮佛·提莉也获得了最佳女演员奖。《惊世狂花》还赢得了1997年的GLAAD媒体奖杰出电影奖，并获得比利时影评人协会最高奖提名。